# Albert Miralles
Albert Miralles Berge (Barcellona, 14 maggio 1982) è un ex cestista spagnolo.

## Carriera
Nel 2004 è stato scelto al secondo giro del draft NBA dai Toronto Raptors.

## Palmarès
- Coppa di Germania: 1

Alba Berlino: 2013